# Acroceratitis hardyi
Acroceratitis hardyi es una especie de insecto del género Acroceratitis de la familia Tephritidae del orden Diptera.

## Historia
Albany Hancock y Drew la describieron científicamente por primera vez en el año 1999.